# Takafumi Sudo
Takafumi Sudo (須藤 貴郁 Sudo Takafumi?), född 21 november 1991 i Tochigi prefektur, är en japansk fotbollsspelare.
Sudo började sin karriär 2014 i Vanraure Hachinohe.